# Archidiocèse de Koupéla

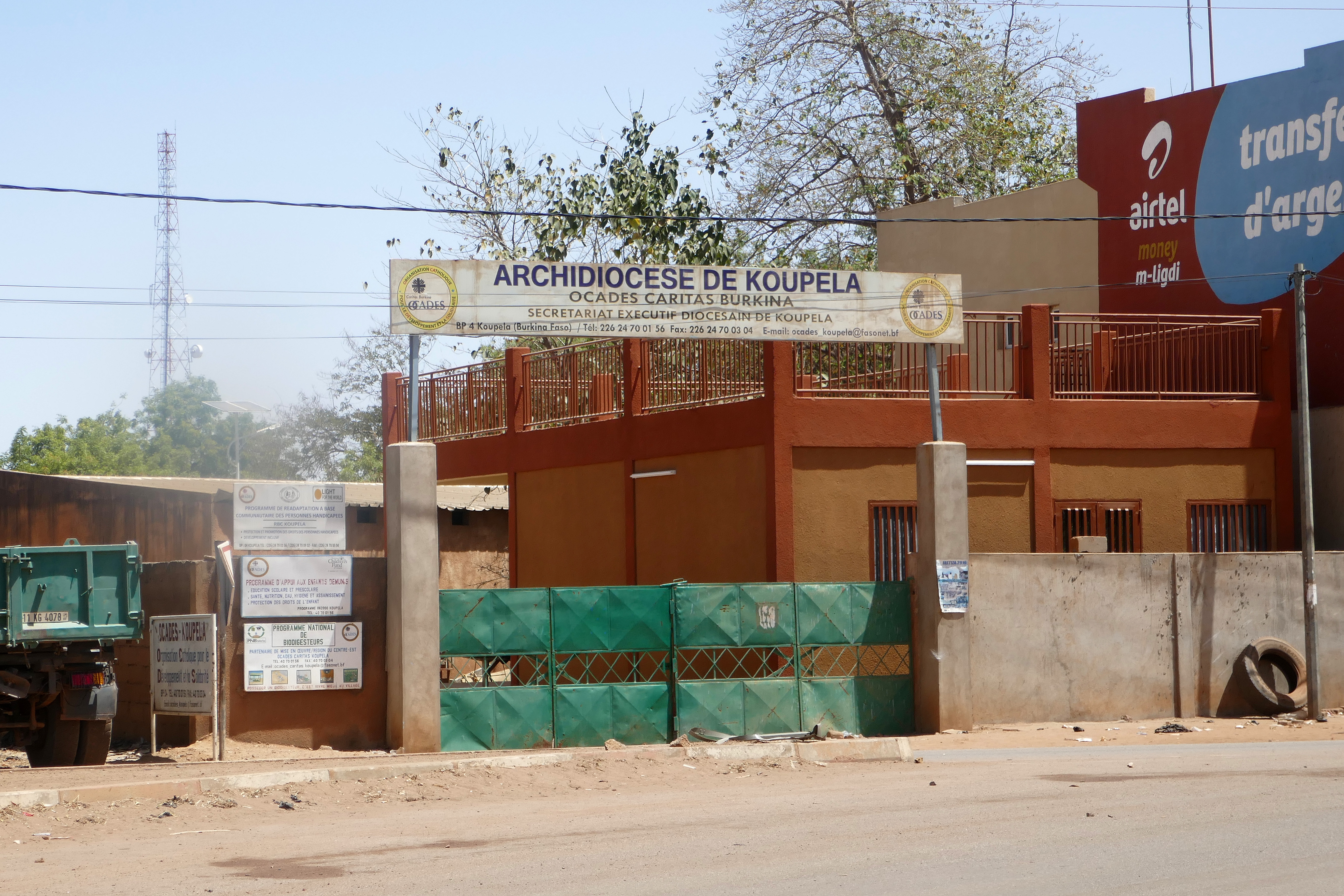
Archidiocèse de Koupéla

Le diocèse burkinabé de Koupéla est créé le 20 février 1956, par détachement de l'archidiocèse de Ouagadougou. Il est érigé lui-même en archidiocèse le 5 décembre 2000. Depuis septembre 2019, il regroupe douze paroisses : Koupéla, Pouytenga, Zorgho, Méguet, Mogtédo, Nédégo, Andemtenga, Baskouré, Gounghin, Lidgmalgem, Gyelgê et Tensobentenga.

## Historique
Dès sa création en 1956, le diocèse de Koupéla a été jumelé avec le diocèse de Lyon sur l'initiative du cardinal Pierre-Marie Gerlier, archevêque de Lyon. C'était une nouveauté car à l'époque le jumelage entre diocèses n'existait pas dans l'organisation de l'Église catholique romaine. Son siège est la cathédrale Notre-Dame-des-Grâces de Koupéla. Le diocèse de Koupèla a donné naissance au diocèse de Tenkodogo en 2013.

## Liste des évêques et archevêques de Koupéla (Archidioecesis Kupelaensis)

### Évêques
- 29 février 1956 - 1er juin 1995 : Dieudonné Yougbaré
- 1er juin 1995 - 5 décembre 2000 : Séraphin François Rouamba

### Archevêques
- 5 décembre 2000 - 7 décembre 2019 : Séraphin Rouamba, promu archevêque.
- Depuis le 7 décembre 2019 : Gabriel Sayaogo, précédemment évêque de Manga.